# Vibhavadi Rangsit

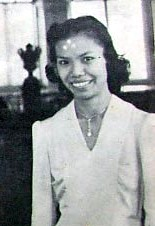
Prinzessin Vibhavadi Rangsit

Prinzessin Vibhavadi Rangsit (thailändisch พระเจ้าวรวงศ์เธอ พระองค์เจ้าวิภาวดีรังสิต, RTGS Phra-chao Worawongthoe Phra-ong Chao Wiphawadi Rangsit; geboren als Mom Chao Vibhavadi Rajani วิภาวดี รัชนี; * 20. November 1920 im heutigen Bangkok; † 16. Februar 1977 im Bezirk Wiang Sa, Provinz Surat Thani) war eine thailändische Schriftstellerin, Hofdame, Entwicklungshelferin und Mitglied der königlichen Familie.
Die Prinzessin galt als enge Vertraute von Königin Sirikit und König Bhumibol Adulyadej, an deren Entwicklungsprojekten sie mitwirkte. Sie starb bei einem Hubschrauberabsturz während einer Rettungsaktion für zwei Mitglieder der Grenzschutzpolizei im Süden des Landes. Der Hubschrauber wurde beim Landeanflug mit einem schweren Maschinengewehr beschossen, mutmaßlich von Kämpfern der Kommunistischen Partei Thailands.

## Leben
Vibhavadi Rangsit war eine Tochter von Prinz Bidyalongkorn Rajani und Prinzessin Phonphimonphan Rajani. Die Familie gehörte zu einer Nebenlinie der herrschenden Chakri-Dynastie. Ihr Vater war ein Sohn von Prinz Wichaichan, dem letzten Uparaj (Vizekönig) Siams, und Enkel des Vizekönigs Pinklao. Als Ur-Urenkelin von König Rama II. trug sie zunächst den niedrigsten Prinzessinnentitel Mom Chao. Sie hatte einen Bruder, Prinz Bhisadej Rajani. Sie besuchte die private katholische Mater-Dei-Schule in Bangkok. Nach ihrer Schulausbildung arbeitete sie zunächst für ihren Vater, einen angesehenen Poeten und Schriftsteller. 
Mit 14 Jahren begann sie Bücher zu schreiben. 1944 musste sie ihre Manuskripte aus dem brennenden Haus ihres Vaters retten. Das Haus wurde während eines Bombenangriffs der Amerikanischen Luftstreitkräfte auf Bangkok zerstört. Mit 18 Jahren veröffentlichte die Prinzessin unter dem Pseudonym W. na Pramuanmarok (ว.ณ ประมวญมารค) ihr erstes Buch Pritsana (ปริศนา). Der Roman handelt von einer jungen Frau, welche nach ihrer Jugend in den USA nach Thailand zurückkehrt. Weitere Romane, besonders historische, folgten. 
Am 6. Mai 1946 heiratete sie den Prinzen Rangsit Prayurasakdi. Das Paar hatte zwei Töchter, Wiphanan Rangsit und Priyananthana Rangsit. 
Ab 1960 begleitete Vibhavadi Rangsit als Hofdame und persönliche Sekretärin von Königin Sirikit das königliche Paar auf sieben Auslandsreisen. Offiziell besuchte sie 25 Länder. Ab einem ersten Besuch im Auftrag des Königs im abgelegenen Bezirk Phrasaeng der Provinz Surat Thani engagierte sich Vibhavadi für Entwicklungsprojekte im Süden des Landes, die vom Staat finanziell unterstützt wurden und unter der Schirmherrschaft der Königsfamilie standen. Sie begleitete Ärzte, die abgelegene Dörfer besuchten, und brachte mit ihrem Team Medikamente, Schulbedarf und ähnliche Hilfsgüter dorthin.

## Tod

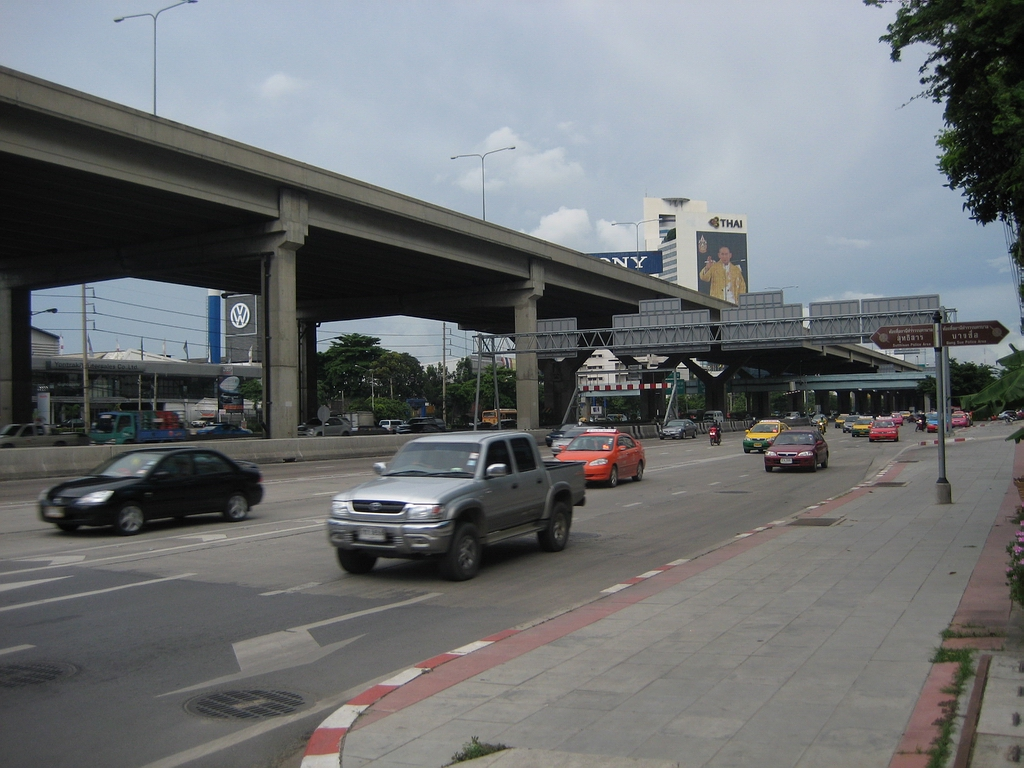
Die Thanon Vibhavadi Rangsit, eine Schnellstraße von Bangkok Richtung Norden, wurde nach der Prinzessin benannt.

Vibhavadi Rangsit starb am 16. Februar 1977. Mit einem Hubschrauber der thailändischen Armee wollte die Prinzessin Stützpunkte der paramilitärischen Grenzschutzpolizei, die in Südthailand gegen kommunistische Aufständische kämpfte, besuchen und Geschenke aushändigen. Sie hörte den militärischen Funkverkehr ab und bekam mit, dass zwei Angehörige der Grenzschutzpolizei von einer Minenexplosion schwer verletzt worden waren und ein Medivac dringend benötigt wurde. Sie bat die Hubschrauberbesatzung, den Flug zu unterbrechen, um die Schwerverletzten in das Krankenhaus nach Surat Thani zu bringen. Der Prinzessin war bekannt, dass das Zielgebiet gefährlich war und es zu Gefechten von kommunistischen Kämpfern mit dem Militär und der Polizei gekommen war. Sie nahm bewusst das Risiko auf sich, um die zwei verwundeten Polizisten zu retten. 
Beim Landeanflug auf die Unfallstelle wurde der Hubschrauber von schwerem Maschinengewehrbeschuss getroffen. Die Prinzessin starb eine Stunde später an einer schweren Schussverletzung. Eine Kugel hatte offenbar ihre Lunge getroffen. Das Gebiet um Wiang Sa befand sich unter der Kontrolle der Kommunistischen Partei. Drei weitere Besatzungsmitglieder wurden verwundet. Einer der beiden Polizisten verlor durch die Landmine ein Bein.
Postum verlieh König Bhumibol Adulyadej ihr den Titel Phra-chao Worawongthoe Phra-ong Chao („Königliche Hoheit“), den sonst nur Mitglieder der engeren Königsfamilie tragen. Die große nördliche Ausfallstraße von Bangkok, die Thanon Vibhavadi Rangsit, die Bangkok mit dem Flughafen Don Muang verbindet, wurde nach ihr benannt. In der Provinz Surat Thani wird jährlich der Vibhavadi-Rangsit-Tag zu ihrem Gedenken begangen.

## Werke
- Prisna. 2 Bände, Penguin Random House SEA, Singapur 2020, ISBN 978-9814914161[6]